# Janvier Ndikumana
Janvier Omar Ndikumana (ur. 17 lutego 1982 w Bużumburze) – burundyjski piłkarz występujący na pozycji bramkarza. Zawodnik klubu Randaberg IL.

## Kariera klubowa
Ndikumana karierę rozpoczynał w 2000 roku w zespole Académie Tchité FC z Ligue A. Grał tam w latach 2000-2006. W 2007 roku wyjechał do Norwegii, by grać w tamtejszym Randabergu IL z 3. divisjon (IV liga). W tym samym roku awansował z nim do 2. divisjon. W 2010 roku, po awansie Randabergu do 1. divisjon, odszedł z klubu.
W 2011 roku Ndikumana podpisał kontrakt z zespołem Sandnes Ulf, także grającym w 1. divisjon. W tym samym roku wywalczył z nim awans do Tippeligaen. Po tym sukcesie wrócił do Randabergu, który spadł do 2. divisjon.

## Kariera reprezentacyjna
W reprezentacji Burundi Ndikumana zadebiutował 21 czerwca 2008 roku w przegranym 1:2 meczu eliminacji Mistrzostw Świata 2010 z Tunezją. W tamtym spotkaniu otrzymał czerwoną kartkę.